# Andrés Calonge
Andrés Calonge, född 2 april 1945, är en argentinsk friidrottare. Han deltog vid olympiska sommarspelen 1968 och olympiska sommarspelen 1972.